# Karl Josef Becker

Znak Karla Josefa kardinála Beckera SJ

Karl Josef kardinál Becker (18. dubna 1928 Kolín nad Rýnem – 10. února 2015) byl německý římskokatolický kněz, kardinál, jezuita.

## Životopis
Do jezuitského řádu vstoupil 13. dubna 1948 a na kněze byl vysvěcen 31. července 1958.
Dlouholetý profesor Papežské Gregoriánské univerzity a konzultor Kongregace pro nauku víry. Jeho jmenování kardinálem jáhnem bylo oznámeno 6. ledna 2012 (titulární kostel San Giuliano Martire), oficiálně se tak stalo na konzistoři 18. února 2012. Vzhledem k tomu, že v době jmenování mu bylo už více než 80 roků se tak již nemohl účastnit konkláve, jeho kardinálská hodnost tudíž od počátku měla čestný charakter.

## Dílo
- Der Gottesbeweis nach Marechal. Zusammengestellt auf Grund der Mélanges Joseph Maréchal, Pullach 1956
- Die Rechtfertigungslehre nach Domingo de Soto. Das Denken eines Konzilsteilnehmers vor, in und nach Trient., Analecta Gregroriana Rom 1967
- Wesen und Vollmachten des Priestertums nach dem Lehramt, Herder Freiburg 1970
- Trattati sul battesimo, sulla confermazione, sui sacramenti in genere: schemi e bibliografie, Pontificia Università Gregoriana, Facoltà di Teologia, 1977
- Catholic Engagement with World Religions: A Comprehensive Study (Faith Meets Faith), Orbis Books 2010, ISBN 978-1-57075-828-7, spoluautoři Ilaria Morali, Gavin D'Costa